# Death Fiend
Death Fiend – drugi album demo grupy Hellhammer, wydany w 1983.
Część utworów z albumu jest dostępna jako kompilacja z utworami z trzeciego dema, Triumph of Death.

## Lista utworów
1. "Maniac" - 4:15
2. "Angel of Destruction" - 3:03
3. "Hammerhead" - 2:57
4. "Bloody Pussies" - 5:35
5. "Death Fiend" - 2:44
6. "Dark Warriors" - 3:15
7. "Chainsaw" - 4:12
8. "Ready for Slaughter" - 3:45
9. "Sweet Torment" - 2:17

## Twórcy
- Thomas Gabriel Fischer - śpiew, gitara
- Steve Warrior - gitara basowa
- Bruce Day - perkusja